# Hành chính tư
1. khái niệm về hành chính tưHành chính tư là hoạt động quản lý do các cơ quan không thuộc Chính phủ tiến hành. Hành chính tư điều hành mọi hoạt động, hướng đến việc hoàn thành mục tiêu của tổ chức, trong đó có mục tiêu lợi nhuận. Hành chính tư được phân biệt với hành chính công.